# 大森村 (岐阜県安八郡)
大森村（おおもりむら）は、かつて岐阜県安八郡に存在した村である。
現在の安八郡安八町大森に該当する。

## 歴史
- 1889年（明治22年）4月1日 - 町村制により、大森村が発足。
- 1897年（明治30年）4月1日 - 氷取村、大明神村、中須村、大野村、南今ヶ淵村、善光村、森部村、南条村、北今ヶ淵村、中村と合併し、名森村が発足。同日大森村廃止。

## 神社
- 名木林神社（元伊勢の伊久良河宮の説がある。一説では大森村の地名の由来）
- 社宮神社